# الجرانه العليا (جبلة)

تعديل مصدري - تعديل

الجرانه العليا محلة تابعة لقرية جرن الجبل، التابعة لعزلة وراف بمديرية جبلة إحدى مديريات محافظة إب في الجمهورية اليمنية، بلغ تعداد سكانها 86 حسب تعداد اليمن لعام 2004.